# Ioannis Drakakis
Ioannis Drakakis (griechisch Ιωάννης Δρακάκης, * 30. November 1987 in Chania) ist ein ehemaliger griechischer Radrennfahrer.

## Sportliche Laufbahn
Ioannis Drakakis wurde 2004 auf der Bahn in Athen griechischer Meister im Teamsprint der Junioren. In der Saison 2008 belegte er auf der Straße den vierten Platz bei der nationalen Meisterschaft im Straßenrennen, und beim Mannschaftszeitfahren in Tripoli wurde er Dritter. Im Jahr darauf wurde Drakakis in Kilkis griechischer Meister im Straßenrennen der Eliteklasse. Im selben Jahr wurde er mit  Panagiotis Chatzakis, Giorgos Tzortzakis und Polychronis Tzortzakis nationaler Meister in der Mannschaftsverfolgung. 2012 wurde er ein weiteres Mal nationaler Straßenmeister. 2013 beendete er seine Radsportlaufbahn.

## Erfolge
2004
 Griechischer Junioren-Meister – Teamsprint (mit Alexis Eleftheropoulos und Panagiotis Barbopoulos)
2009
- Griechischer Meister – Straßenrennen
- Griechischer Meister – Mannschaftsverfolgung mit (Panagiotis Chatzakis, Giorgos Tzortzakis und Polychronis Tzortzakis)

2012
- Griechischer Meister – Straßenrennen